# فرودگاه گوکچه‌آدا
فرودگاه گوکچه‌آدا (به انگلیسی: Gökçeada Airport) (به زبان بومی: Gökçeada Havalimanı) یک فرودگاه همگانی و غیرنظامی با کد یاتا GKD است که یک باند فرود بتن دارد و طول باند آن ۲۰۴۰ متر است. این فرودگاه در کشور ترکیه قرار دارد و در ارتفاع ۲۲٬۲ متری از سطح دریا در گوکچه‌آدا (ایمبروس) واقع شده‌است.